# 李奇玉
李奇玉（1573年—1644年），字元美，號荆陽，浙江嘉兴府嘉善县人。明朝政治人物。

## 生平
萬曆三十一年（1603年）癸卯科浙江鄉試三十七名舉人，天啓二年（1622年）壬戌科会试十七名，崇祯元年（1628年）戊辰科殿试三甲一百九十四名進士。吏部观政，二年（1629年）授顺天府武学教授，三年升国子监博士，升南工部都水司主事，四年管节慎库，五年管街道，升职方司员外，六年升郎中，升宁国府知府，十年补汝宁府，十三年致仕。
曾從學于高攀龍学易经，著有《雪园易义》四卷。崇祯十七年甲申，闻崇祯帝殉国，悲恸而卒，年七十二。

## 家族
曾祖李世芳。祖李鑑，乡宾。父李友春，封给事中。兄李奇珍，万历二十六年进士。子李公柱，崇祯十三年进士。